# Деда и баба
Деда и баба су родитељи оца и мајке. 
Готово сваки човек има две бабе и двојицу деда и четири прабабе и четири прадеде итд. Са растом животног века људи тако је и растао број унучади које имају деду и бабу, а понекада и прадеду и прабабу. Заједнички живот три генерације помаже преношењу знања и обичаја с генерације на генерацију. Често деда и баба преузимају улогу родитеља ако неко од родитеља настрада или оболи, а имају и важну улогу у васпитању детета, док су нпр. родитељи на послу. У случају преране смрти оба родитеља, деда и баба постају законски старатељи малолетног детета/деце.